# Charaxinae
Charaxinae là một phân họ trong Họ Bướm giáp. Phân học này bao gồm khoảng 400 loài, chủ yếu sống ở các vùng nhiệt đới, mặc dù một số loài mở rộng thành các vùng ôn đới ở Bắc Mỹ, châu Âu, Trung Quốc và miền nam Úc. Có sự thay đổi đáng kể giữa các loài. Ví dụ, một số là kích thước trung bình và màu da cam sáng ở trên, nhưng lốm đốm màu xám hoặc nâu ở dưới. 

## Hình ảnh

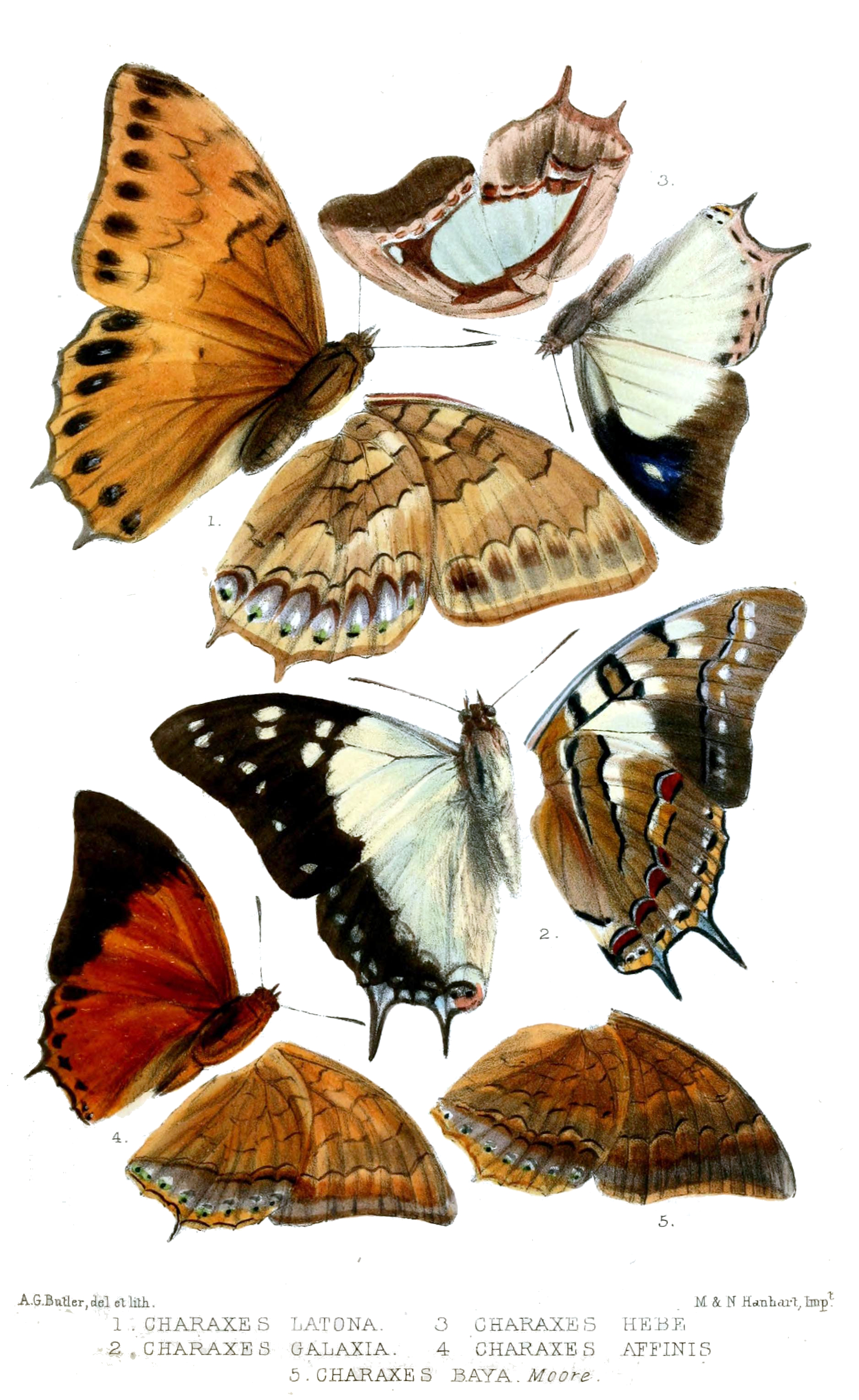
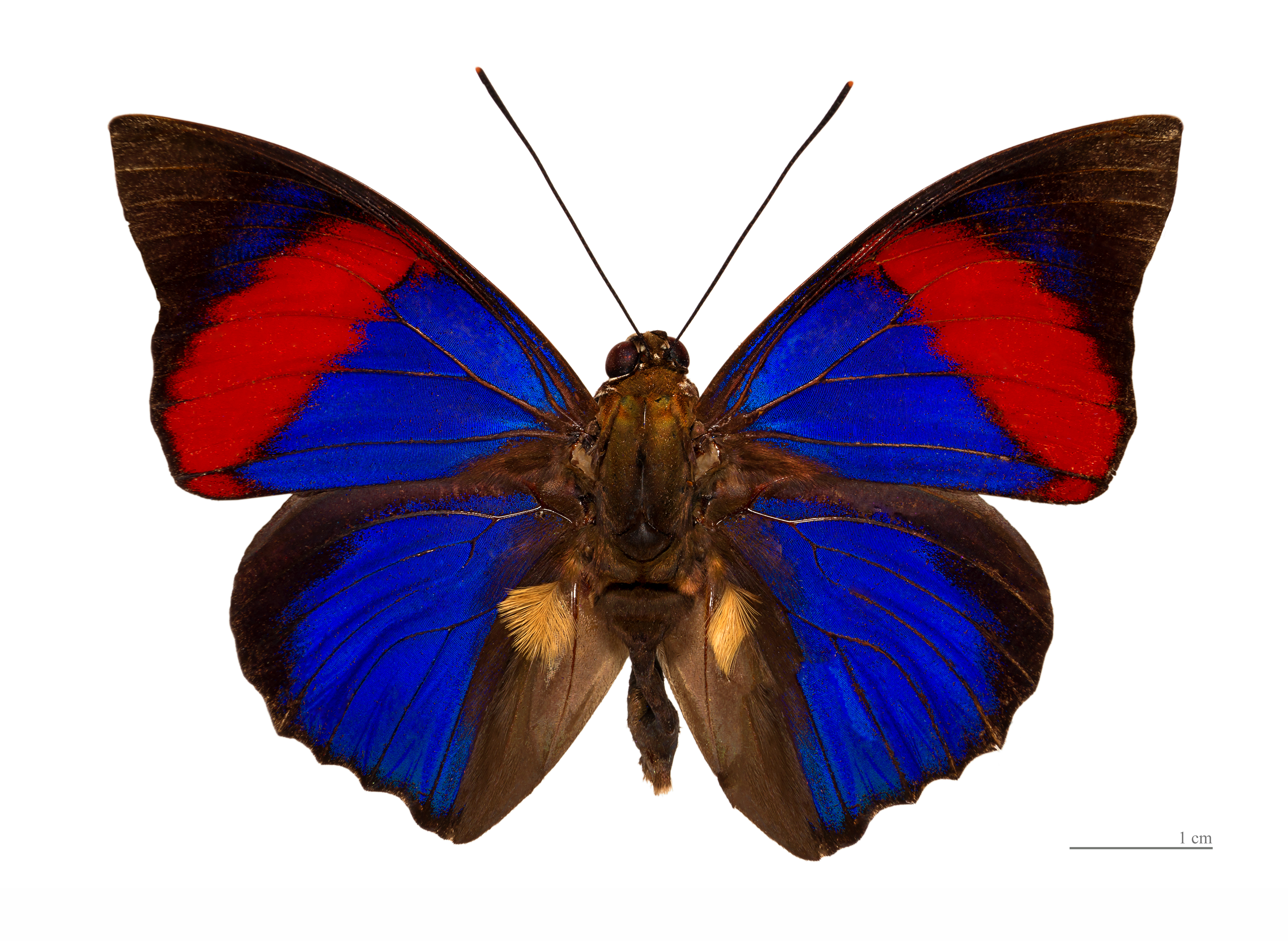
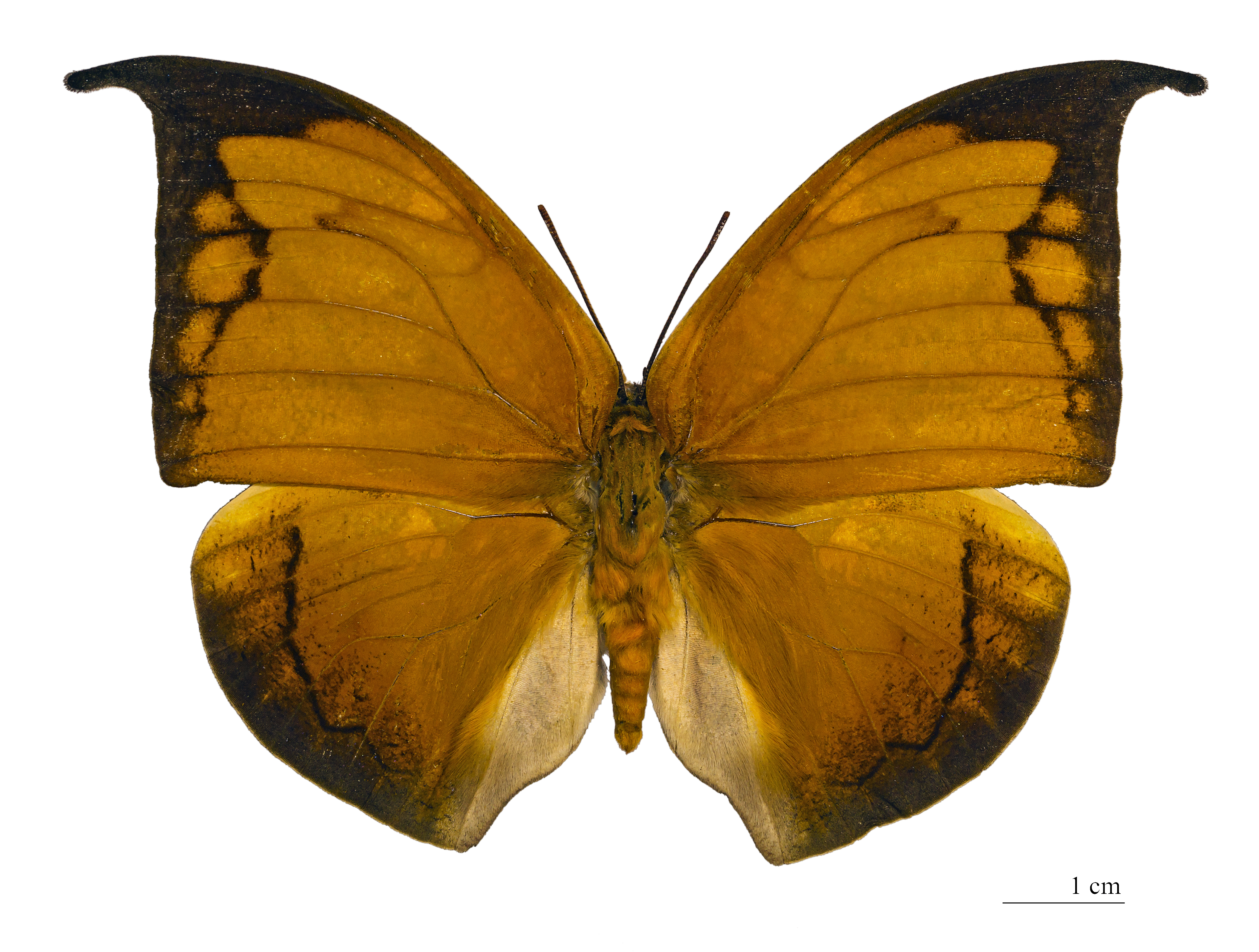
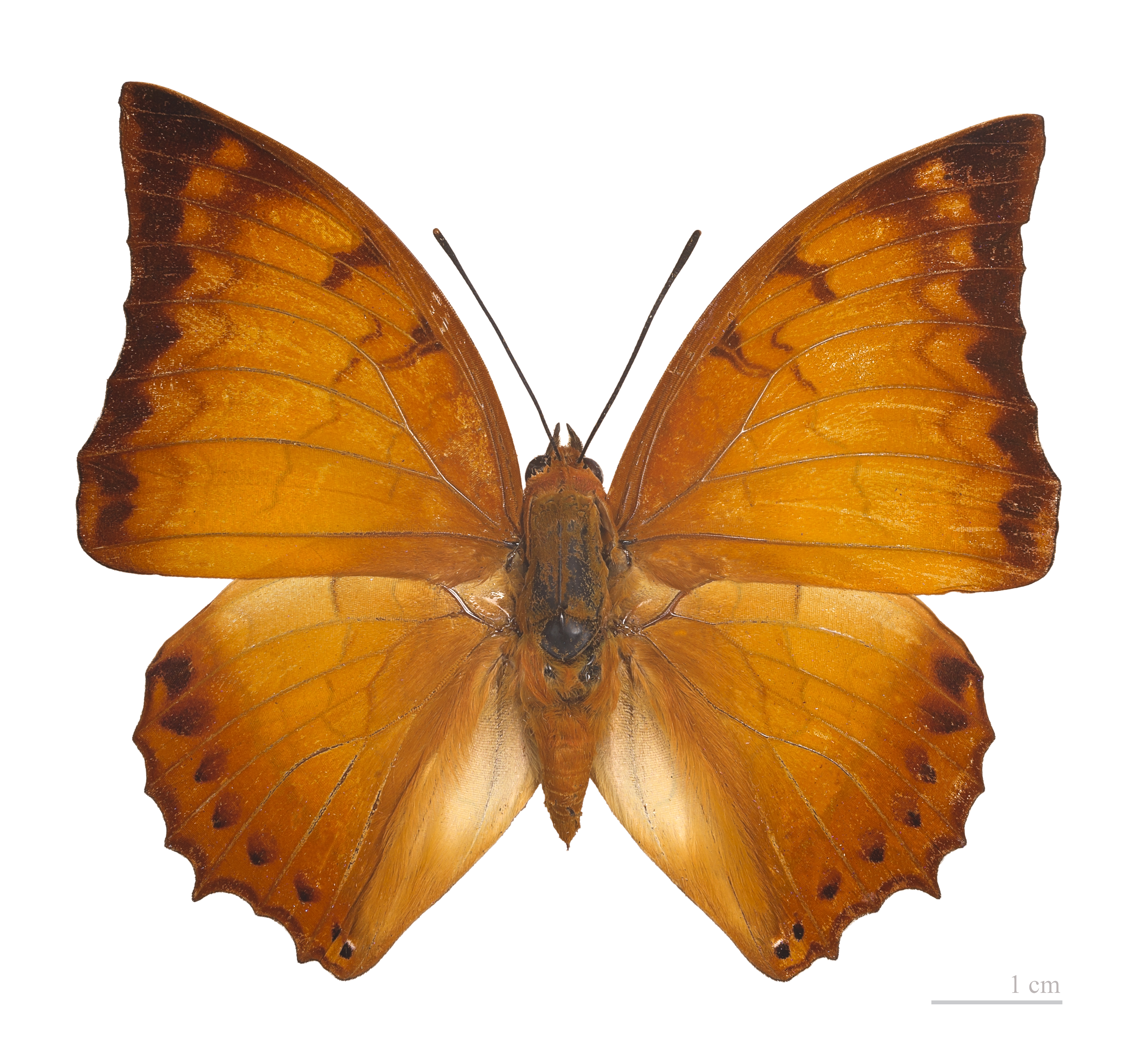
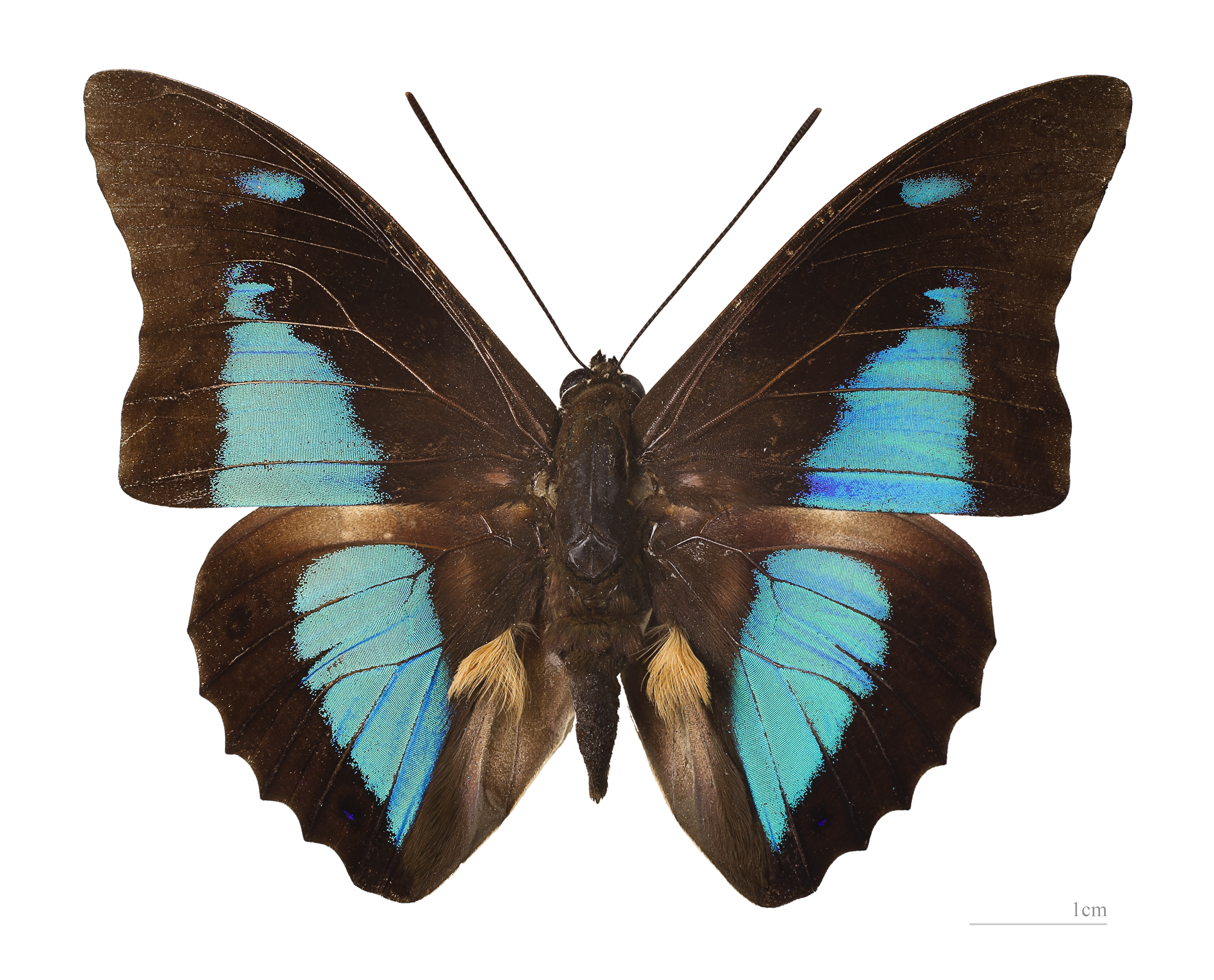
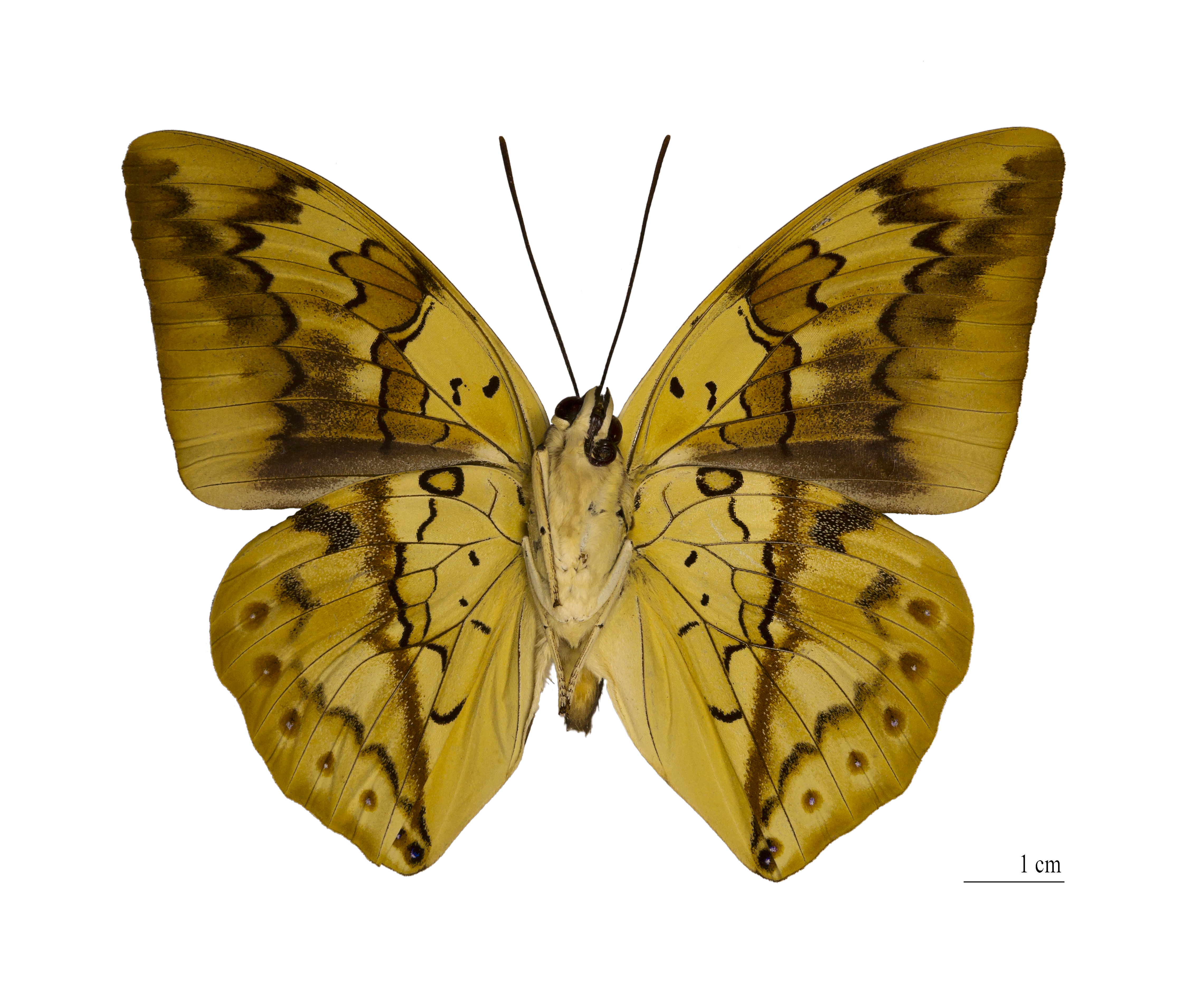